# 희빈 홍씨
희빈 홍씨(熙嬪 洪氏, 1494년 5월 27일(음력 4월 14일) ~ 1581년 12월 11일(음력 11월 6일))는 조선 중종의 후궁이며 금원군과 봉성군의 생모이다.

## 생애

### 탄생과 가계
본관은 남양이며, 1494년(성종 25년) 홍경주(洪景舟)와 안동 권씨(安東 權氏)의 1남 2녀 중 차녀로 태어났다.
아버지 홍경주는 중종반정에서 공을 세운 정국공신(靖國功臣)으로, 남양군(南陽君)에 책봉되었다. 어머니 안동 권씨는 권금성(權金成)의 딸이며 정인지의 외손녀이다. 이모부(姨母夫)는 정국공신(靖國功臣) 전성군(全城君) 이한원(李翰元)이다.

### 후궁 시절

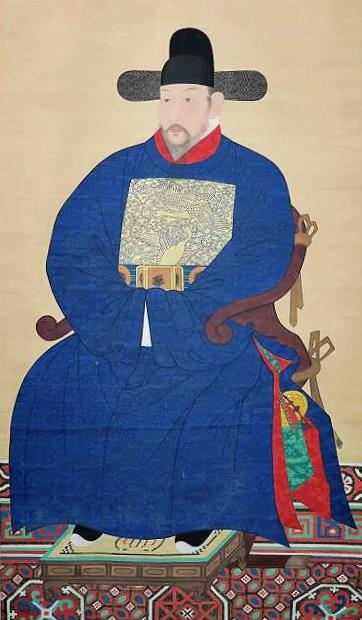
홍경주 (?-1521)
----희빈 홍씨의 아버지로 훈구파의 대표적인 인물이다. 기묘사화를 일으켜 조광조 등 사림파를 제거하는데 앞장섰다.

1506년(중종 1년) 입궁하였는데, 홍경주가 반정 공신이었으므로 정치적인 이유에서 종2품 숙의(淑儀)의 첩지를 받아 중종의 후궁이 되었다. 이후 소의(昭儀)와 귀인(貴人)을 거쳐 희빈(熙嬪)에 책봉되었다.
중종의 총애를 얻어 아버지의 든든한 정치적 기반이 되는 한편, 아버지의 지시에 따라 당시 조정에 등장한 새로운 세력인 사림파를 축출하는데 앞장섰다.
기묘사화 당시 조광조를 제거하기 위해, 나뭇잎에 꿀을 발라 '주초위왕(走肖爲王, 조씨(趙氏)가 왕이 됨)' 네 글자를 벌레가 파먹게 한 뒤, 이 나뭇잎을 중종에게 보이며 조광조를 제거하는데 앞장섰다.
 
상(중종)이 근심과 두려움으로 불안해 하자,
남곤이 이 기회를 이용하여 위태로운 말로 상을 움직이고자 하여
몰래 대궐의 나뭇잎에 꿀물로 ‘주초위왕(走肖爲王)’이라는 네 글자를 써서
산 속의 곤충이 꿀물을 따라 파먹어 글자를 만들게 하였다.
또 홍경주가 찬성으로 있다가 탄핵을 받은 일로 조광조 등을 원망하는 것을 알고,
홍경주의 딸 희빈을 종용하여,
‘조정의 권세와 백성들의 마음이 모두 조광조에게로 돌아갔다.’는 등의 말을
밤낮으로 상(중종)에게 흘러들어가게 하였다.
정국공신들의 위훈을 삭제해야 한다는 논의가 일어나자
여러 훈신들이 떠들썩하며 크게 두려워하였는데,
남곤이 뭇사람들의 원망을 이용하여 마침내 홍경주 및 심정 등과 함께
밤중에 신무문을 통해 들어와 왕에게 변을 고하였다.
 — 《국조보감》 제20권 중종조 3
14년(기묘, 1519년)

### 중종 사후
1545년(명종 즉위년), 윤여해(尹汝諧)과 유희령(柳希令)의 모반사건에 연루되어 탄핵을 받았으나 선왕의 총애를 생각하여 무마되었다. 이후 사가로 나와 살았는데, 당시 아들 봉성군이 중종의 왕자들 가운데 총명하여 역모의 추대자로 자주 언급되는 등 마음이 불편했기 때문이다.
중종과의 슬하에 5명의 아들을 낳았지만 3명은 조졸하였고, 금원군과 봉성군만이 장성하였으나, 봉성군은 옥사에 연루되어 끝내 사사되었다.
1581년(선조 14년) 11월 6일 사망하였다. 생몰년이 확인되는 조선의 후궁 가운데 연산군의 후궁인 숙의 윤씨와 더불어 가장 장수하였다.

## 가족 관계
- 아버지 : 홍경주(洪景舟, ? ~1521)
- 어머니 : 안동 권씨(安東 權氏) - 정인지(鄭麟趾)의 외손녀
  - 남편 : 중종(中宗, 1488~1544)
    - 아들 : 금원군 영(錦原君 岭, 1513~1562)
    - 며느리 : 파징군부인 해주 정씨(波澄郡夫人 鄭氏, 1513~1572) - 문종의 딸 경혜공주의 증손녀
      - 손녀 : 전주 이씨(全州 李氏, 1537~ ? )
      - 손녀 사위 : 남관(南琯)

    - 아들 : 봉성군 완(鳳城君 岏, 1528~1547)
    - 며느리 : 군부인 동래 정씨(東萊 鄭氏) - 정광필의 증손녀
      - 손녀 : 정경부인 이개(貞敬夫人 李介, 1545~1610)
      - 손녀 사위 : 심충겸(沈忠謙, 1545~1594) - 명종비 인순왕후의 동생

    - 아들 : 요절한 왕자 3명

## 희빈 홍씨가 등장하는 작품
- 《조광조》 (KBS2, 1996년, 배우:이재은)
- 《여인천하》 (SBS, 2001년~2002년, 배우:김민희)

## 참고자료
- 희빈 홍씨(熙嬪 洪氏) - 한국학중앙연구원